# Liste der Bischöfe von Belley
Die folgenden Personen waren Bischöfe des Bistums Belley-Ars (Frankreich):
- Audax
- Tarniscus
- Migetius
- Vincent 555–567
- Evrould
- Claude I.
- Felix 585–589
- Aquilin
- Florentin ca. 650
- Hypodimius
- Ramnatius (Pracmatius)
- Bertere
- Ansemonde 722
- Heiliger Hipolyte
- Gondoal
- Agisle
- Euloge
- Adorepert
- Ermonbert
- Rodoger
- Rhitfroy
- Stephan I. ca. 790
- Ringuin
- Sigold
- Adabald 886–899
- Stephan II. ca. 900
- Elisachar 915–927
- Isaac
- Jérôme ca. 932
- Hérice
- Didier
- Herdulphe 985
- Eudes I. 995–1003
- Aimon von Savoyen ca. 1034–1044
- Gauceran ca. 1070
- Ponce I. 1091–1116
- Amicon ca. 1118–1121
- Ponce de Balmey ca. 1124–1129
- Berlion ca. 1134
- Bernard de Portes 1134–1140
- Guillaume I. 1141–1160
- Ponce de Thoire ca. 1162
- Heiliger Anthelme 1163–1178
- Renaud 1178–1184
- Heiliger Arthaud 1188–1190
- Eudes II. 1190
- Bernard II. 1198–1207
- Benedikt von Langres ca. 1208
- Bernard III. de Thoire-Villars 1211–1212
- Boniface de Thoire-Villars 1213
- Jean de Rotoire
- Pierre de Saint-Cassin
- Bonifatius von Savoyen 1232–1240 (anschließend Erzbischof von Canterbury)
- Bernard IV. 1244
- Peter II. 1244–1248
- Thomas I. de Thorimbert 1250
- Jean de Plaisance 1255–1269
- Bernard V. ca. 1272
- Berlion D’Amisin ca. 1280–1282
- Guillaume II.
- Pierre de La Baume 1287–1298
- Jean de La Baume
- Thomas II. 1309
- Jacques de Saint-André 1325
- Amédée 1345
- Guillaume de Martel 1356–1368
- Eduard von Savoyen 1370–1373
- Nicolas de Bignes 1374–1394
- Rodolphe de Bonet 1413
- Guillaume Didier 1430–1437
- Perceval de La Baume
- Aimeric Segaud
- Pierre de Bolomier ca. 1458
- Guillaume de Varax 1460–1462 (1462–1466 Bischof von Lausanne)
- Jean de Varax ca. 1467–1505
- Claude de Estavayer 1507–1530
- Philippe Kardinal de La Chambre OSB 1530–1536
- Antoine de La Chambre 1536–1575
- Jean-Godefroi Ginod 1576–1604
- Jean-Pierre Camus 1608–1629
- Jean de Passelaigne  1629–1663
- Jean-Albert Belin OSB 1663–1677
- Pierre du Laurent OSB 1678–1705
- François Madot 1705–1712 (dann Bischof von Chalons-sur-Saône)
- Jean du Doucet 1712–1745
- Jean-Antoine Tinseau 1745–1751 (dann Bischof von Nevers)
- Gabriel Cortois de Quincey 1751–1790
- Jean-Baptiste Royer 1791–1793
- Alexandre-Raymond Devie (1823–1852)
- Georges-Claude-Louis-Pie Chalandon (1852–1857) (dann Erzbischof von Aix)
- Pierre-Henri Gérault de Langalerie (1857–1871) (dann Erzbischof von Auch)
- François-Marie-Benjamin Richard de la Vergne (1871–1875) (dann Koadjutorerzbischof, später Erzbischof von Paris und Kardinal)
- Jean-Joseph Marchal (1875–1880) (dann Erzbischof von Bourges)
- Pierre-Jean-Joseph Soubiranne (1880–1887) (dann Titularerzbischof von Neocaesarea in Ponto)
- Louis-Henri-Joseph Luçon (1887–1906) (dann Erzbischof von Reims und Kardinal)
- François-Auguste Labeuche (1906–1910)
- Adolph Manier (1910–1929)
- Virgile-Joseph Béguin (1929–1934) (dann Erzbischof von Auch)
- Amédée-Marie-Alexis Maisonobe (1935–1954)
- René-Fernand-Eugène Fourrey (1955–1975)
- René-Alexandre Dupanloup (1975–1986)
- Guy Claude Bagnard (1987–2012)
- Pascal Marie Roland (seit 2012)